# Lipovlje
Lipovlje je naselje u Hrvatskoj, u Ličko-senjskoj županiji. 

## Zemljopis
Lipovlje je planinsko razvučeno naselje smješteno između Švice i Kutereva. Pripada Gradu Otočcu.

## Stanovništvo
- 2001. – 242
- 1991. – 307 (Hrvati – 294, Srbi – 4, ostali – 9)
- 1981. – 358 (Hrvati – 356, Jugoslaveni – 1, ostali – 1)
- 1971. – 387 (Hrvati – 386, ostali – 1)